# Joey Archer
Joey Archer (* 10. Februar 1938 in der Bronx, New York City; † 25. April 2025) war ein US-amerikanischer Boxer.

## Werdegang
Joey Archer, ein New Yorker irischer Abstammung, begann als Jugendlicher, animiert von seinem um drei Jahre älteren Bruder James (Jimmy), der Profiboxer war, mit dem Boxen. Er begann seine Profikarriere im Alter von achtzehn Jahren.
Archer, ein Linksausleger, d. h., die rechte Hand war seine Schlaghand, war ein hervorragender Techniker und Stilist, aber mit keiner sehr hohen Schlagkraft ausgestattet. Die meisten seiner siegreichen Kämpfe gingen deshalb über die Runden.
Gemanagt von seinem Bruder Jimmy bestritt er am 7. Oktober 1956 in Philadelphia seinen ersten Kampf. Er kam dabei zu einem Punktsieg über seinen Landsmann Donald Bibbs. Er kämpfte im Mittelgewicht und blieb in seinen ersten 30 Kämpfen siegreich. Am 4. Februar 1961 schlug er in New York mit Don Fullmer den ersten Boxer von Rang. Am 23. Juni 1962 unterlag Archer in New York gegen den mit allen Wassern gewaschenen Jose Monon Gonzalez aus Puerto Rico nach Punkten. Das war seine erste Niederlage als Profiboxer. Wenige Monate später, am 25. August 1962, konnte er sich in New York für diese Niederlage revanchieren. Er schlug Gonzalez an diesem Tag nach Punkten.
In den nächsten drei Jahren gewann Archer gegen eine ganze Reihe von Weltklasseboxern und rückte in der Weltrangliste ganz nach oben. Am 10. November 1962 besiegte er in New York den Briten Mick Leahy nach Punkten. Am 5. Januar 1963 kam er in New York zu einem Punktsieg über den inoffiziellen Weltmeister im Super-Weltergewicht Denny Moyer. Am 25. Oktober 1963 schlug er in New York Rubin Carter mit 2:1 Kampfrichterstimmen und am 7. Februar 1964 auch Holly Mims nach Punkten. Am 16. Oktober 1964 gewann Archer in New York gegen den Ex-Weltmeister Dick Tiger aus Nigeria nach Punkten. Nach diesen Siegen wurde Archer in der Weltrangliste der WBA (World Boxing Association) im Mittelgewicht auf Platz 1 geführt, vor Dick Tiger, Rubin Carter und Laszlo Papp aus Ungarn. Weltmeister war zu diesem Zeitpunkt Joey Giardello (s. „Boxing Illustrated“, Nr. 3, Seite 41 vom März 1965). Am 10. November 1965 kämpfte er gegen die Box-Legende Sugar Ray Robinson, der zu diesem Zeitpunkt knapp 45 Jahre alt war und hoffte mit einem Sieg über Archer noch einmal in das große Box-Geschäft zu kommen, da er fast mittellos war. Archer ließ Robinson keine Chance und punktete ihn klar aus. Sugar Ray Robinson beendete nach dieser Niederlage seine Boxer-Karriere.
Am 13. Dezember 1965 bekam Archer seine erste Chance auf den Gewinn eines wichtigen Titels. Er boxte gegen Don Fullmer um den WBA-Mittelgewichtstitel von Amerika. Er konnte diese Chance nicht nutzen und verlor nach zwölf Runden nach Punkten. Trotz dieser Niederlage kam am 13. Juli 1966 ein Weltmeisterschaft-Titelkampf gegen Emile Griffith zustande. Archer verlor vor 14.000 Zuschauern im Madison Square Garden in New York gegen Griffith nach fünfzehn Runden knapp nach Punkten. Zwei Punktrichter gaben dabei Griffith den Sieg, einer wertete unentschieden. Am 1. Januar 1967 fand in New York der Rückkampf gegen Emile Griffith statt. Es ging wieder um den WM-Titel und wieder gewann Griffith, dieses Mal einstimmig, nach Punkten.
Archer beendete daraufhin seine Boxer-Laufbahn. Er eröffnete mit seinem Bruder Jimmy ein Restaurant in New York, das beide viele Jahre lang erfolgreich führten. Viele Box-Experten jener Jahre meinten, dass Archer seine Box-Karriere zu früh beendete. Er war ja erst 29 Jahre alt. Er selbst meinte Jahre später, dass das die richtige Entscheidung war, weil er nach den Niederlagen gegen Fullmer und Griffith keine vernünftigen Kampfangebote mehr bekommen habe. Pläne, in Europa gegen Nino Benvenuti oder Sandro Mazzinghi zu kämpfen, hatten sich zerschlagen.